# Михайлов Максим Михайлович
Максим Михайлович Михайлов  (рос. Максим Михайлович Михайлов, 19 березня 1988) — російський волейболіст, олімпійський медаліст.

## Виступи на Олімпіадах
| Олімпіада   | Дисципліна | Місце |
| ----------- | ---------- | ----- |
| Пекін 2008  | волейбол   | 3     |
| Лондон 2012 | волейбол   | 1     |